# Трећа косовско-метохијска бригада
Трећа косовско-метохијска бригада НОВЈ формирана је 16. септембра 1944. године у рејону Врања од три батаљона са око 450 бораца.

## Ратни пут
Значајне борбе водила је у операцијама за ослобођење Косова и то код Медвеђе, Подујева и Приштине новембра 1944. године. од 1. фебруара 1945. године била је у саставу Штаба оперативне групе бригада које су водиле тешке борбе против балиста и других одметничких албанских снага у рејону Ђаковице, Ораховца и планине Богићевице. Расформирана је 13. априла 1945. године, а њеним људством попуњене су јединице 52. косовско-метохијске дивизије НОВЈ.